# شاه‌توت، پاکستان
شاه‌توت (به انگلیسی: Shahtut) یک منطقهٔ مسکونی در پاکستان است که در خیبر پختونخوا واقع شده‌است. شاه‌توت ۱٬۴۷۱ متر بالاتر از سطح دریا واقع شده‌است.